# Коваль, Борис Андроникович
Борис Андроникович Коваль (укр. Борис Андронікович Коваль; 1903—1959) — украинский советский политический, хозяйственный и общественный деятель.

## Биография
В 1927 году вступил в ВКП(б). Выпускник металлургического факультета Киевского политехнического института (1931). Работал партийным организатором ЦК ВКП(б) завода.
С 1944 по 1946 — на хозяйственной работе. Руководил одним из заводов Народного комиссариата авиационной промышленности СССР.
В 1946 — на партийной работе. Сначала был заведующим Отделом лёгкой и местной промышленности Харьковского областного комитета КП(б) Украины, затем до 1947 — заместителем секретаря Харьковского областного комитета КП(б) Украины.
С 1947 до июня 1948 работал 2-м секретарем Харьковского областного комитета КП(б) Украины, а с июня того же года до января 1948 — 1-й секретарь Харьковского областного комитета КП(б) Украины. С января 1948 до января 1950 — 1-й секретарь Львовского областного комитета КП(б) Украины.
С 28 января 1949 по 23 сентября 1952 избирался членом Центрального Комитета КП(б) Украины.
Депутат Верховного Совета УССР 3-го созыва (1951—1955).
В течение 1950—1955 годов — на работе в Совете Министров Украинской ССР. До 1953 работал в должности начальника Управления по делам высшей школы при СМ УССР, затем до 1955 — заместителем министра культуры Украинской ССР, а с 1955 до 1959 — министр высшего образования Украинской ССР.
Член Ревизионной комиссии КП Украины с марта 1954 по 1959.
Умер в 1959 г.